# Borgolavezzaro
Borgolavezzaro (Borghlavzar in piemontese, Burglavsàr in lombardo) è un comune italiano di 2 027 abitanti della provincia di Novara in Piemonte.

## Geografia fisica
Borgolavezzaro dista circa 16 km da Novara ed è il comune più meridionale della provincia: si trova infatti incuneato nel territorio della Lomellina, in provincia di Pavia, con cui confina a sud, est e ovest.
Il comune è bagnato dai seguenti corsi d'acqua:
- Il torrente Agogna
- il torrente Arbogna-Erbognone
- il torrente Neralo
- il torrente Ri

Il territorio è interamente pianeggiante e dominato dalla coltivazione del riso.

## Storia
Borgolavezzaro è stato fondato nel tredicesimo secolo come Borgo franco.

### Simboli
Lo stemma comunale è stato riconosciuto con decreto del capo del Governo del 6 luglio 1928 e vi sono raffigurate due cariatidi di marmo che sostengono un tino.
Il gonfalone è un drappo di bianco.

## Monumenti e luoghi d'interesse

### Architetture religiose
- Chiesa Parrocchiale di San Bartolomeo e Gaudenzio (XIX secolo). Progettata nel 1858 dall'architetto Alessandro Antonelli e terminata nel 1862, si trova nella piazza al centro del borgo. In stile neoclassico, ha una sola navata ed è preceduta da un pronao con quattro colonne in granito e capitelli corinzi che sostengono un architrave con timpano. Il campanile è antecedente e risale al Seicento.
- Chiesa di San Rocco (XVII secolo). Sorta in epoca barocca, originale nella struttura, è affiancata da un campanile ottocentesco interamente costruito in mattoni a vista.
- Chiesa di Santa Maria (XV secolo). Sorge su un dosso nei pressi del cimitero, conserva al suo interno un pregevole affresco raffigurante la Vergine con Bambino e un crocefisso del Quattrocento.

### Architetture civili
- Palazzo Longoni (XVIII secolo). Residenza nobiliare settecentesca, oggi sede delle scuole elementari.
- Cascina Caccia (XV secolo). Bel complesso rurale a corte quadrata e chiusa, costruito nel Cinquecento per volere della nobile famiglia novarese dei Caccia.

### Riserve naturali
- Campo della Ghina. Raccoglie, su una superficie di circa due ettari, una serie di piccoli habitat caratteristici dell'antica pianura padana.
- Agogna Morta. Oasi e laboratorio di tutela dell'ultima grande lanca piemontese del torrente Agogna. L'oasi, prima S.I.C. (Sito di interesse comunitario) è oggi riconosciuto ZSC (Zona speciale di conservazione).
- Campo della Sciurä.

## Società

### Evoluzione demografica
Abitanti censiti

## Cultura

### Biblioteche
La biblioteca Civica è stata fondata nel 1976. L'ente ospita, tra gli altri, i seguenti volumi sul paese di Borgolavezzaro: "Luigi Gramegna. Vita e opera a Borgolavezzaro e nel Piemonte di fine Ottocento, 2010", "Vie e Piazze di Borgo, Luoghi, storia e personaggi della comunità di Borgolavezzaro, 2002", "Santa Giuliana V.M. Patrona di Borgolavezzaro 1603-2003", "Una comunità in cammino, il Borgo tra due mondi, 1989", "Tradizioni popolari di Borgolavezzaro, 1939".

### Tradizioni e folclore
Il 16 febbraio si celebra la patrona Santa Giuliana. Tradizionalmente si ritiene nella Chiesa Parrocchiale di San Bartolomeo e Gaudenzio siano custodite delle reliquie. Questo elemento accomuna Borgolavezzaro con Santillana del Mar, città spagnola con cui è attivo un gemellaggio.

## Amministrazione
Di seguito è presentata una tabella relativa alle amministrazioni che si sono succedute in questo comune.
| Periodo        | Periodo        | Primo cittadino  | Partito                         | Carica  | Note   |
| -------------- | -------------- | ---------------- | ------------------------------- | ------- | ------ |
| 30 luglio 1985 | 2 luglio 1990  | Gianluigi Lovati | Democrazia Cristiana            | Sindaco | [ 14 ] |
| 2 luglio 1990  | 24 aprile 1995 | Gianluigi Lovati | Democrazia Cristiana            | Sindaco | [ 14 ] |
| 24 aprile 1995 | 14 giugno 1999 | Gianluigi Lovati | Partito Popolare Italiano       | Sindaco | [ 14 ] |
| 14 giugno 1999 | 14 giugno 2004 | Gianluigi Lovati | Partito Popolare Italiano       | Sindaco | [ 14 ] |
| 14 giugno 2004 | 8 giugno 2009  | Elisabetta Rampi | lista civica                    | Sindaco | [ 14 ] |
| 8 giugno 2009  | 26 maggio 2014 | Gianluigi Lovati | lista civica                    | Sindaco | [ 14 ] |
| 26 maggio 2014 | 26 maggio 2019 | Annalisa Achilli | lista civica: insieme per borgo | Sindaco | [ 14 ] |
| 26 maggio 2019 | In carica      | Renato Padoan    | lista civica: insieme per borgo | Sindaco | [ 14 ] |

## Sport

### Calcio
La principale squadra di calcio della città è l'A.S.D. Borgolavezzaro che milita nel girone A di Prima Categoria.

### Pallavolo
A.P.B. acronimo di associazione pallavolo Borgolavezzaro allena i settori giovanili e open, la prima squadra, l'U18 e U16 competono in campionati regionali e provinciali del Centro Sportivo Italiano e nella terza divisione FIPAV

### Twirling
L'Associazione sportiva Twirling Borgolavezzaro è una società affiliata CONI. Competono a livello nazionale ed europeo.

### Judo
L'Associazione Sportiva JUDO Borgolavezzaro, nata nel 1970, ha ricevuto la Stella di Bronzo al merito sportivo elargita dal CONI in concomitanza con i 40 anni dell’attività.